# Непенин, Адриан Иванович
Адриа́н (Андриа́н) Ива́нович Непе́нин (21 октября 1871, Великие Луки, Псковская губерния — 4 марта 1917, Гельсингфорс, Гельсингфорс, Великое княжество Финляндское) — русский военно-морской деятель, командующий императорским Балтийским флотом (16 сентября 1916 — 4 марта 1917), вице-адмирал (с 28 июня 1916), георгиевский кавалер, основатель военно-морской службы разведки и связи на Балтийском флоте.

## Биография
В службе с 1889 года. Окончил Морской кадетский корпус в 1892 году. Мичман (8 сентября 1892 года).
В 1895—1896 годах служил на Черноморском флоте на канонерской лодке «Терец».
В 1897 году переведен в Сибирский флотский экипаж и назначен на мореходную канонерскую лодку «Манчжур». Лейтенант (6 декабря 1897 года). Участник Китайской кампании 1900—1901 годов. С началом русско-японской войны «Маньчжур», находившийся при русском представительстве в Шанхае, был интернирован. Непенин добровольцем прибыл в Порт-Артур. Командовал миноносцами «Выносливый» (10 мая — 10 июня 1904 года), «Расторопный» (10 июня — 27 июня 1904 года) и «Сторожевой» (27 июня — 20 декабря 1904 года). Во время торпедной атаки противника ночью 2 декабря 1904 года отдал приказ прикрыть корпусом своего корабля броненосец «Севастополь». За храбрость награждён орденом Святого Георгия 4-й степени.
В 1906—1907 годах старший офицер крейсера «Адмирал Корнилов». Капитан 2-го ранга (1907 год). В 1907—1908 годах командир миноносца «Прозорливый». В 1908—1909 годах командир 2-го дивизиона миноносцев Балтийского моря. В 1909 году командир 8-го дивизиона миноносцев Балтийского моря. Приписан к 1-му Балтийскому флотскому экипажу. В 1909—1911 годах командир канонерской лодки «Храбрый». Капитан 1-го ранга за отличие (1911 год). С 1911 года начальник службы связи штаба действующего флота Балтийского моря. В 1911—1914 годах начальник службы связи штаба командующего морскими силами Балтийского моря.
В 1914 и 1915 годах совмещал работу в службе связи с командованием обороной Приморского фронта.
С 17 июля 1915 — начальник службы связи Балтийского флота. Организовал службу наблюдения с использованием радио и авиационную разведку и службу перехвата и дешифровки германских радиосообщений. Благодаря Непенину разведка на Балтфлоте стала эффективной.
1 сентября 1914 года произведён в контр-адмиралы со старшинством в чине на основании Высочайшего повеления от 23 декабря 1913 года, впоследствии установлено с 30 июля 1915 года. С 28 июня 1916 года произведён в вице-адмиралы. С 6 сентября 1916 года — командующий Балтийским флотом.

## Революция и гибель вице-адмирала

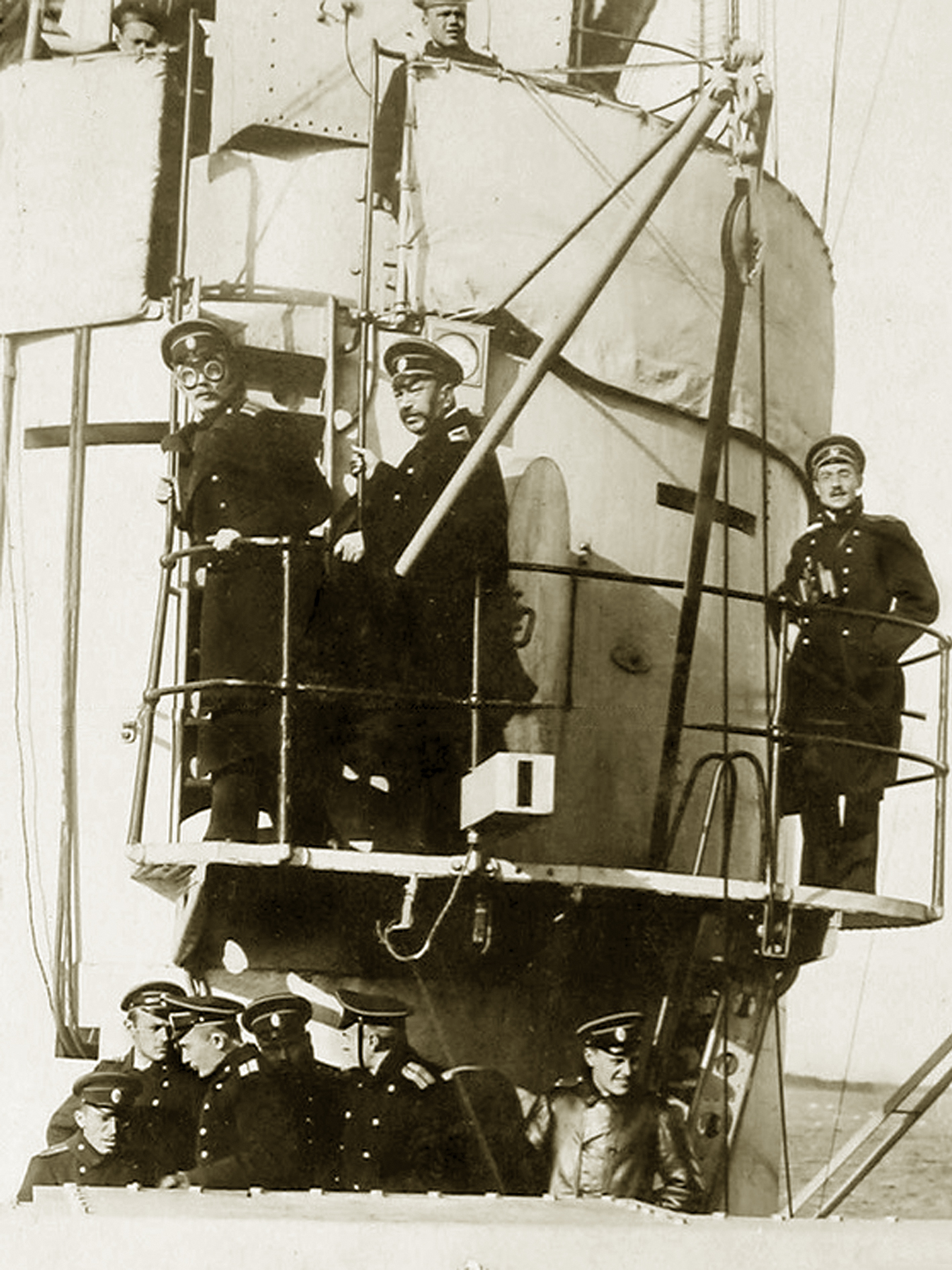
Контр-адмирал А. И. Непенин на мостике дредноута «Севастополь»; в центре — вице-адмирал М. К. Бахирев. 1916 г.

Вступив в должность командующего Балтийским флотом, А. И. Непенин сосредоточил свои усилия на поднятии дисциплины и подготовке флота к летней кампании 1917 года. Помимо исполнения своих должностных обязанностей, командующий интересовался политическим положением в стране, сведения о котором имел возможность получать от своих сослуживцев со связями в политических кругах Петрограда. Несомненно, ему было известно как о революционных настроениях в низах, так и об атмосфере «заговора», охватившей верхи Петрограда зимой 1916—1917 годов. Однако сам адмирал был человеком здравомыслящим и не склонным к авантюрам. Он оставался пассивным наблюдателем за происходившими событиями, несмотря на оказывавшееся на него давление. По воспоминаниям Ф. Ю. Довконта, участвовавшего в переговорах между офицерами Балтийского флота и эмиссарами Государственной думы об участии в дворцовом перевороте, как «самим Непениным, так и всеми офицерами оперативной части флота какое-либо участие флота в подобном деле было категорическим образом признано абсолютно неприемлемым». Возможно, Непенин и разделял недовольство политикой правительства, но прямых доказательств этому, как и его критики в адрес царствовавшего монарха, историками найдено не было.
В историографии господствует точка зрения, что командующий Балтийским флотом адмирал Непенин первым признал Временный комитет Государственной думы (ВКГД) и Временное правительство, а в ряде работ его относят к лицам, непосредственно вовлечённым в заговор против царствующего монарха. Однако исследователь этих событий на флоте историк А. В. Смолин считает, что для таких оценок нет достаточных оснований, а возникли они благодаря воспоминаниям сторонников переворота (в частности, офицера флота И. И. Ренгартена, который сам состоял в революционном кружке флотских офицеров), выдававших в действиях командующего флота желаемое за действительное.
Смолин писал, что позицию Непенина в период с 27 февраля (когда командующий Балтийским флотом получил первые известия о том, что в столице произошли беспорядки и начался «бунт» запасных полков) по 1 марта 1917 года можно охарактеризовать как пассивно-выжидательную и что Непенин сохранял верность царю вплоть до 2 марта, когда стало окончательно ясно, что революция победила, но и тогда он вёл себя крайне осмотрительно. При этом в своих действиях адмирал руководствовался прежде всего намерением поддержать те силы, которые заявляли о продолжении войны с внешним неприятелем. Нужно отметить, что командующему Балтийским флотом в эти дни не поступало никаких распоряжений от вышестоящего начальства, кроме общих фраз о «необходимости принятия мер для поддержания спокойствия», так что Непенину приходилось действовать по собственному усмотрению.
Очевидно, что новая власть в Петрограде не доверяла командующему Балтийским флотом: одним из первых распоряжений Временного комитета Государственной думы стало указание прекратить железнодорожное сообщение между Петроградом и Гельсингфорсом, чтобы сделать невозможным отправку находящихся в его подчинении войск в столицу для усмирения волнений. Это, по мнению Смолина, свидетельствовало, что лица, пришедшие к власти в Петрограде не состояли в тайных связях с Непениным.
Так как сведения о беспорядках в столице уже стали известны на базах Балтийского флота, Непенин счёл нецелесообразным замалчивать о происходящем. Информируя подчинённых о волнениях в столице через свои приказы, командующий пытался объяснять события исходя из собственного видения ситуации. 28 февраля в 9 часов утра в адрес командования основных баз флота ушла телеграмма А. И. Непенина, в которой он известил об образовании революционного правительства и о переходе в Петрограде на сторону этого правительства пяти гвардейских полков и повторил свою директиву от 12 февраля о необходимости сохранения на флоте строжайшей дисциплины. Меры, предпринимавшиеся Непениным в это время, говорили о том, что его больше беспокоила опасность бунта на вверенном ему флоте, чем возможность германской атаки. На собрании флагманов, состоявшемся тогда же, командующий заявил, что «ни из Ставки, ни от министра определённых указаний не получено, поэтому он сделает то, что сам найдёт нужным…».
Несмотря на предпринимаемые командованием меры ситуация с дисциплиной на Балтийском флоте резко ухудшилась в ночь с 28 февраля на 1 марта. В Кронштадте произошли беспорядки. Командующий принял решение сообщить флоту, что власть в Петрограде перешла к Временному комитету Государственной Думы, который требует от войск подчинения своим офицерам, а успокоенные войска начали возвращаться в казармы. Информация была оформлена в виде приказа по Флоту и разослана в 8 часов 31 минуту утра 1 марта. Но предотвратить беспорядки эта мера не смогла.
В первой телеграмме командующего Балтийского флота в адрес новой власти, отправленной 1 марта в 9 с половиной часов утра в адрес М. В. Родзянко в ответ на полученную от него телеграмму с информацией о текущих событиях, слова о политической поддержке новой власти отсутствовали. Командующий только соглашался с правильностью задекларированного курса и извещал о текущих нуждах вверенного ему флота. В 10 часов утра этого же дня А. И. Непенин послал телеграмму Николаю II следующего содержания: «Считаю себя обязанным доложить Его Величеству моё искреннее убеждение в необходимости пойти навстречу Государственной думе, без чего немыслимо сохранить в данный момент не только боевую готовность, но и повиновение частей» с приложением текстов телеграмм, полученных от Родзянко ранее. Как видно, Непенин только известил своего государя о своём мнении о происходящем, что и должен был сделать как верноподданный. Речь не шла о давлении на царя или о признании ВКГД. Все сношения с ВКГД в течение дня 1 марта по поводу усмирения возникших на базах Балтийского флота волнений А. И. Непенин предпринимал не оттого, что он признал новую власть, а оттого, что он был не в состоянии самостоятельно пресечь беспорядки и рассчитывал в этом на помощь от ВКГД. В то же самое время начальник штаба Верховного главнокомандующего генерал М. В. Алексеев в телеграмме царю, отправленной из Ставки 1 марта в 17 часов 15 минут, писал, что командующий Балтийским флотом «…не признал возможным протестовать против призыва временного комитета и, таким образом, Балтийский флот признал временный комитет Государственной думы».
Поворот в оценках событий и изменении поведения А. И. Непенина произошёл 2 марта, когда стало не только ясно, что революция победила, но и начала поступать информация о неподчинении части войск в столице уже и думским представителям. Текущие события требовали от командующего чёткого заявления о его позиции. Так, в 9 часов 52 минуты из Ревеля была получена телеграмма от коменданта морской крепости Императора Петра Великого, в которой он просил ввиду «чрезвычайных осложнений» срочных инструкций об отношении к происходившему. Адмирал ответил в половине одиннадцатого: «Если положение потребует во что бы то ни стало категорического ответа, то объявите, что я присоединяюсь к Временному правительству и приказываю вам и старшему на рейде сделать то же». На собрании флагманов утром этого дня Непенин объявил: «Мы не должны вмешиваться во внутренние дела, однако надо признать, что действия Государственной думы патриотичны. Если обстоятельства того потребуют, я открыто заявлю, что признаю Исполнительный комитет Государственной думы и прикажу всем то же. Буду отвечать один, отвечаю головой, но решил твёрдо…» Смолин писал, что на признание новой власти Непенин пошёл только от безвыходного положения.
В полдень 2 марта Непенин направил телеграмму личному составу Балтийского флота, в которой в частности говорилось: «…я действую в полном согласии с Исполнительным комитетом Государственной думы, который занят строительством тыла и призывает войска к полному повиновению своим начальникам, а рабочих к усиленной работе». В 14 часов из Петрограда поступила тревожная информация, что часть войск продолжают волнения под лозунгами прекращения войны, установления республики, раздачи земли. Это потребовало уже нового решения — какую сторону поддержать в условиях нового раскола. А. И. Непенин решил поддержать ВКГД — он обещал войну до победного конца. В 17 часов 2 марта командующий Балтийским флотом издал приказ о поддержке ВКГД. В 18:30 Непенин получил информационную телеграмму от М. В. Алексеева, в которой содержались тексты просьб командующих фронтов Русской армии к царствующему императору об отречении. В телеграмме Алексеева мнения Непенина запрошено не было. Ответ царя на телеграмму Алексеева ещё не был известен. Однако А. И. Непенин по собственной инициативе решил послать царю телеграмму о том, что он присоединяется к мнению командующих фронтами:75:

С огромным трудом удерживаю в повиновении флот и вверенные войска. В Ревеле положение критическое, но не теряю надежды его удержать. Всеподданнейше присоединяюсь к ходатайствам великого князя Николая Николаевича, наштаверха и главнокомандующих фронтами о немедленном принятии решения, формулированного председателем Государственной Думы. Если решение не будет принято в течение ближайших же часов, то это повлечёт за собой катастрофу с неисчислимыми бедствиями для нашей родины.
Смолин обратил внимание на то, что в телеграмме Непенина отсутствует слово «отречение» и по интерпретации Непенина инициатива этого запроса исходила от М. В. Родзянко, а военные только лишь желали предотвратить надвигающуюся на армию катастрофу.
В 21 час 40 минут 2 марта у А. И. Непенина состоялся разговор по прямому проводу с А. П. Капнистом, который проинформировал первого о том, что в Петрограде сформировано Временное правительство. В частности Капнист передал Непенину: «…имей в виду, что династию предложено сохранить, но Государя императора или низложить, или его уговорить отречься», а также то, что решено сместить финляндского генерал-губернатора Франца-Альберта Зейна и что это будет поручено Непенину, но только в случае согласия адмирала осуществить это, на что Непенин ответил, что оставляет это решение за Петроградом. В 3 часа 42 минуты 3 марта Непенин получил телеграмму за подписью министра путей сообщения Временного правительства Н. В. Некрасова с распоряжением ареста Зейна и вице-председателя хозяйственного департамента финляндского Сената М. М. Боровитинова, что и было исполнено в течение часа.
4 марта Непенин издал приказ № 302-оп:

Считаю абсолютно недопустимым пролитие драгоценной русской крови. От имени нового Правительства Великой и Свободной России ещё раз призываю офицеров к спокойствию и единению с командой и категорически воспрещаю пролитие крови, ибо жизнь каждого офицера, матроса и солдата особенно нужна России для победоносной войны с внешним врагом.— Звягинцев В. Е. Трибунал для флагманов. — М.: ТЕРРА—Книжный клуб, 2007. — С. 20. — 576 с. — (Двуликая Клио: Версии и факты). — ISBN 978-5-275-01518-8.
4 марта 1917 года Непенин был убит в Гельсингфорском порту неизвестными лицами. Утром группа матросов, явившись к Непенину, по одним описаниям, арестовала его, по другим — потребовала, чтобы он отправился с ними в город на митинг.
Последовавшее убийство Непенина, по воспоминаниям очевидца, штабс-капитана Корпуса гидрографов Н. М. Таранцева, наблюдавшего за убийством стоя около гранитной лестницы, наверху, у спуска к железным воротам порта, произошло следующим образом:

Когда большая толпа матросов, частью пьяных — после ночных убийств, — в большинстве с «Императора Павла I», пришла требовать, чтобы «командующий флотом отправился с ними на митинг»… адмирал Непенин решил идти, опасаясь худшего. Сопровождать его пошли флаг-офицер Тирбах и инженер-механик… Куремиров. Оба лейтенанты. Когда толпа, во главе которой шёл адмирал, только миновала ворота, матросы подхватили под руки Тирбаха и Куремирова и отбросили их прочь, в снег, за низенький чугунный заборчик. Непенин остановился, вынул золотой портсигар, закурил, повернувшись лицом к толпе и, глядя на неё, произнёс как всегда негромким голосом: «Кончайте же ваше грязное дело!» Никто не шевельнулся. Но, когда он опять пошёл, ему выстрелили в спину. И он упал. Тотчас же к телу бросился штатский и стал шарить в карманах. В толпе раздался крик «шпион!». Тут же ждал расхлябанный, серый грузовик. Тело покойного сейчас же было отвезено в морг. Там оно было поставлено на ноги, подпёрто брёвнами и в рот была воткнута трубка.
Вечером того же дня лейтенант Тирбах разыскал тело адмирала, обмыл, одел и на следующий день устроил похороны. Похоронен Андриан Иванович был на русском православном кладбище в Хельсинки.

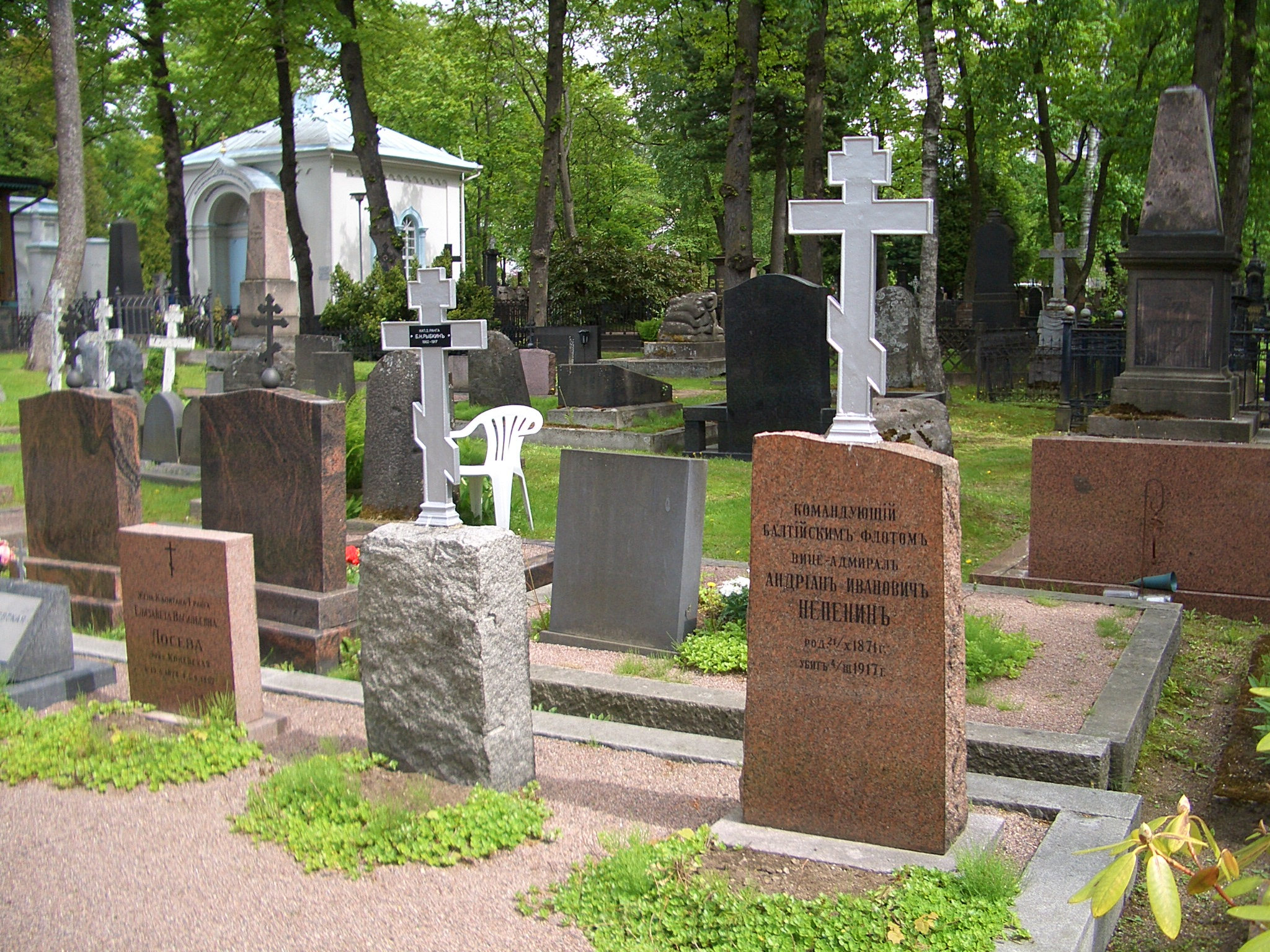
Могила вице-адмирала Адриана Ивановича Непенина (1871—1917) на православном кладбище в Хельсинки

Впоследствии Петр Грудачёв, матрос береговой минной роты, в своих воспоминаниях утверждал, что это он расстрелял Непенина вместе с тремя другими матросами.

Я вглядывался в адмирала, когда он медленно спускался по трапу… Вспомнились рассказы матросов о его жестокости, бесчеловечном отношении. И скованность моя, смущение отступили: передо мной был враг. Враг всех матросов, а значит, и мой личный враг. Спустя несколько минут приговор революции был приведен в исполнение. Ни у кого из четверых не дрогнула рука, ничей револьвер не дал осечки…— Грудачёв П. А. Багряным путём гражданской (Симферополь, 1971)
Однако, по мнению В. Звягинцева, Грудачёв мог задним числом приписывать себе «революционные заслуги». Энциклопедия ТЕРРА возлагает ответственность на матроса береговой роты П. Грудачёва.
Большевик Н. А. Ховрин оправдывал убийство тем, что Непенин скрывал вести о революции в Петрограде от матросов и не согласился добровольно сдать командование флотом выбранному на матросском митинге адмиралу А. С. Максимову.

## Награды
- Орден Святого Станислава 3-й степени (9 апреля 1900)
- Орден Святой Анны 3-й степени с мечами и бантом (28 декабря 1900)
- Орден Святого Владимира 4-й степени с мечами и бантом (11 октября 1904)
- Орден Святого Георгия 4-й степени (3 сентября 1905)
- Орден Святого Станислава 1-й степени с мечами (19 января 1915)
- Орден Святой Анны 1-й степени с мечами (14 марта 1916)
- Серебряная медаль «За поход в Китай» (1901)
- Серебряная медаль «В память русско-японской войны» (1906)
- Нагрудный знак крест «За Порт-Артур» (1913)

Иностранные:
- бухарский Орден Благородной Бухары, серебряная звезда 2-й степени (1893)
- японский Орден Священного сокровища 4-й степени (1902)